# パールク・クリトゥールイ駅 (ソコーリニチェスカヤ線)
パールク・クリトゥールイ駅（パールク・クリトゥールイえき、ロシア語: Парк культуры）はモスクワ地下鉄・ソコーリニチェスカヤ線の駅で、クロポトキンスカヤ駅とフルンゼンスカヤ駅の間にある。

## 歴史

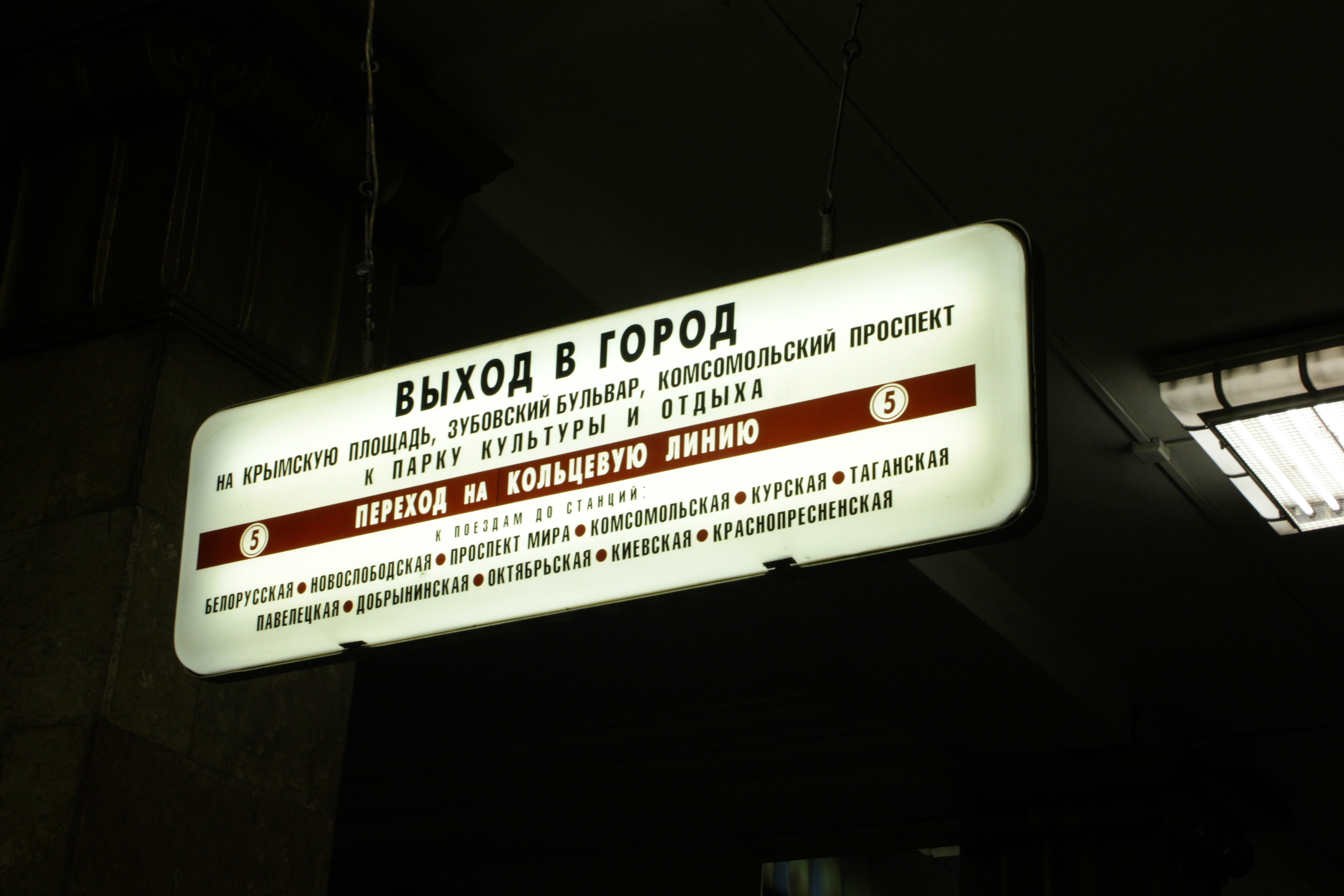
駅名標

1933年春に建設が開始され、1935年5月15日に開業した。ソコリニキ駅 - 当駅間はモスクワ地下鉄最初の営業区間である。1950年1月1日、環状線・パールク・クリトゥールイ駅との連絡を開始した。

## 場所
モスクワ川を挟んでゴーリキー公園のすぐ対岸にある。駅名は公園の正式名「マキシム・ゴーリキー記念文化休息中央公園」（Центра́льный парк культу́ры и óтдыха и́мени Макси́ма Гóрького）の略称「文化公園」を意味する。

## 乗換
環状線（5号線）、パールク・クリトゥールイ駅